# Луї Мішель Лепелет'є Сен-Фаржо
Луї Мішель Лепелет'є, маркіз де Сен-Фаржо (фр. Louis-Michel Lepeletier, marquis de Saint-Fargeau; 29 травня 1760, Париж — 21 січня 1793, там же) — французький політик і юрист. Вважається першим мучеником Великої французької революції. Перший революціонер, похований в Пантеоні.

## Біографія
Народився 1760 року в багатій аристократичній родині. Брат ентомолога Амедея Луї Мішеля Лепелет'є і зведений брат політика Фелікса Лепелет'є. Один з пращурів письменника Жана д'Ормессона. Входив до масонській ложі Великого Сходу Франції.
Спочатку, поділяв консервативні погляди більшості свого класу. Поступово його ідеї стали більш радикальними. 13 липня 1789 року виступив з вимогою повернути Жака Неккера, чия відставка викликала велике хвилювання в Парижі і послужила приводом до повстання. Виступав за скасування смертної кари і каторжних робіт, за заміну гільйотини повішенням, що принесло йому широку популярність. 21 червня 1790 року став президентом Установчих зборів. Займав цю посаду протягом двох тижнів, згідно зі встановленим регламентом.
У 1791 році обраний президентом генеральної ради департаменту Йонна. Потім був обраний депутатом Національного конвенту.
Виступив на користь суду над Людовиком XVI і подав вирішальний голос (за — 361, проти — 360), проголосувавши за смертний вирок королю. Був убитий у ресторані в Пале-Рояль членом Гвардійського корпусу Франції Філіппом Ніколя Марі де Парі (фр. Philippe Nicolas Marie de Pâris) за нез'ясованих обставин за кілька годин до страти Людовика XVI.
Похований у паризькому Пантеоні. Після Термідоріанського перевороту останки були видалені з Пантеону і перепоховані родичами в родовому маєтку в Сен-Фаржо.

## Проєкт національної освіти
Виступив з критикою представленого Комітетом з народної освіти проєкту на основі ідей Кондорсе, оскільки той не охоплював всіх дітей уніфікованою системою державного початкового навчання. Був творцем витриманого в дусі ідей Жана-Жака Руссо проєкту національної шкільної освіти, який передбачав обов'язкове безкоштовне навчання в «будинках національного виховання» дітей різної статі у віці від п'яти або семи до дванадцяти років. Згідно з планом, фінансування освітньої програми має бути організовано за рахунок додаткового оподаткування представників заможних класів. Вважав доцільним поєднувати навчання з трудовим вихованням: дітям пропонувалося працювати на полях і в ремісничих майстернях, доглядати за людьми похилого віку. У школі замість релігії мали викладати історію революції, основи конституції та моралі; таким чином, Лепелет'є сподівався оновити суспільство, бачачи в цьому утопічний спосіб ліквідації бідності та подолання соціальної нерівності. І Лепелет'є, і Кондорсе, виділяли три вищі ступені освіти: середні школи, інститути та ліцеї. Незважаючи на енергійне заступництво Робесп'єра, в серпні 1793 року цей проєкт не було підтримано Національним конвентом.

## Ушанування пам'яті

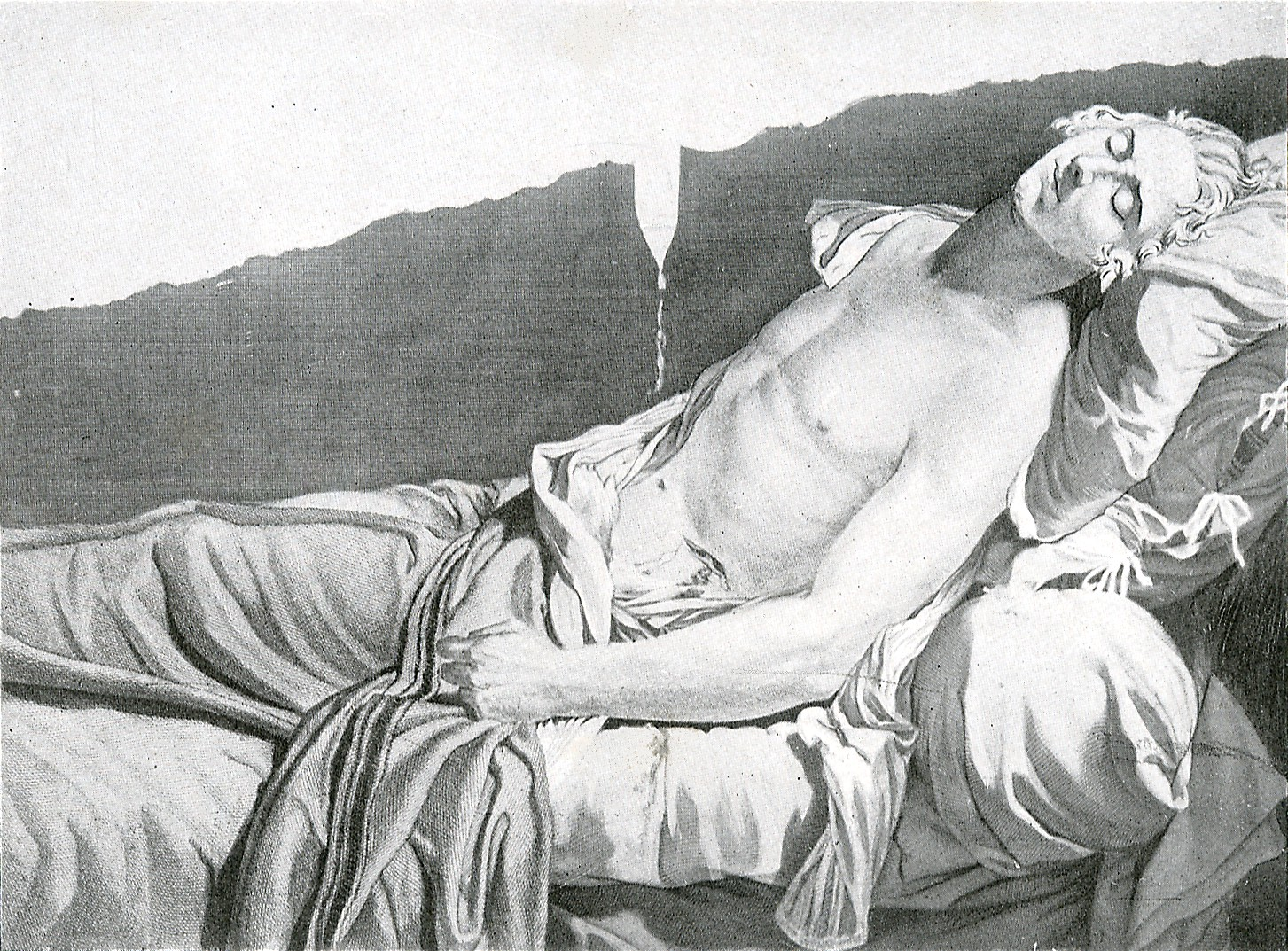
Гравюра Анатоля Десвожа по картині Жака-Луї Давида

- Іменем маркіза де Сен-Фаржо названа одна з вулиць Парижа, а також сусідня з нею станція Паризького метрополітену («Saint-Fargeau»).
- Вже через місяць після вбивства, 23 лютого 1793 року, паризький театр Опера-Комік поставив музичну виставу про події його життя і смерть під назвою «Лепелет'є де Сен-Фаржо або Перший мученик Французької республіки» («Le Peletier de Saint-Fargeau, ou Le premier martyr de la République française»), по лібрето Огюста-Луї Бертена д'Антіллі на музику Фредеріка Власія[10][11].
- Був зображений на знаменитій картині французького художника Жака-Луї Давіда, «Лепелет'є де Сен-Фаржо на смертному одрі», викупленою і знищеною дочкою Лепелет'є Луїзою-Сюзанною, яка була затятою прихильницею монархії. Нею були також знищені всі репродукції картини, крім однієї, що випадково вціліла, і одного збереженого малюнка учня художника[12][13].